# Three Lochs Way

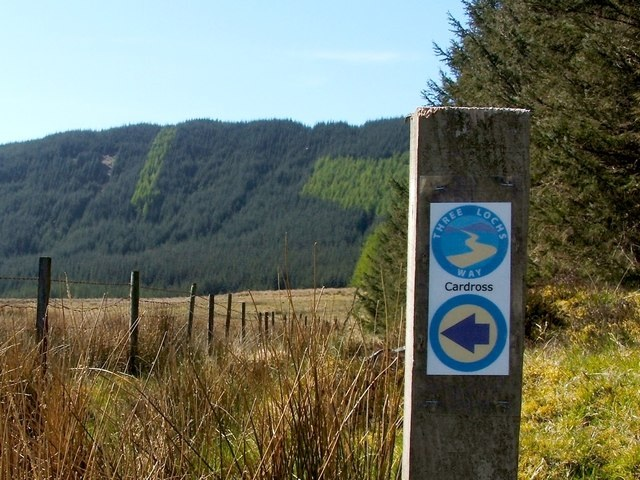

De Three Lochs Way is een langeafstandswandelpad (Great Trail) in Schotland. Het pad is 55 kilometer lang en loopt van Balloch tot Inveruglas.